# Comaclinium montanum
Comaclinium montanum (Benth.) Strother è una pianta della famiglia delle Asteracee, diffusa dal Messico a Panama. È l'unica specie del genere Comaclinium.